# 궁수자리 입실론
궁수자리 입실론(υ Sgr)은 궁수자리 방향에 있는 분광쌍성계이다. 입실론은 수소 결핍 쌍성(HdB)의 원형 별로, 지금까지 발견된 HdB는 입실론을 포함하여 4개 밖에 없다. 수소결핍쌍성이 보여주는 특이한 스펙트럼 때문에 입실론의 분광형을 지정하는 데에 어려움이 있다.

## 항성계
궁수자리 입실론 계는 지구로부터 약 1672 광년 떨어져 있으며 계의 구성원은 서로의 질량중심을 137.939 일에 1회 공전하고 있다. 주성은 입실론 계의 가시광선상 복사 에너지와 스펙트럼 대부분을 차지하나, 표면 온도와 질량은 반성이 더 뜨겁고 크다. 주성 주위에는 주성으로부터 물질이 떨어져 나와 원반 구조가 형성되어 있고, 이 원반의 물질들은 반성으로 흘러 들어가고 있다. 두 별은 식현상을 일으키지는 않는다.
입실론 계는 단선 분광쌍성으로 분류되나 자외선 영역에서 관측시 반성으로부터 높은 수준의 들뜸선들이 나타난다. 입실론의 시선속도 변화는 1899년 발견되었다. 1914년 첫 번째 공전을 계산하여 현재 우리가 이 계에 대해 알고 있는 것과 근사한 결과를 얻었다.

## 속성
주성 궁수자리 입실론1은 A형 초거성으로 보이나 분광형은 논문에 따라 F2p부터 B5II까지 다양하다. 스펙트럼상의 대조적인 요소들은 원반 물질, 극 제트 혹은 항성 그 자체에서 기원한 것으로 보인다. 입실론1은 통상적인 Ia형 항성들에 비해 질량과 광도가 작은데, 이렇게 왜소한 덩치와 특이한 화학적 조성이 입실론의 분광형을 보정하는 데 어려움을 겪게 만드는 이유 같다.
입실론1은 헬륨별로 수소를 거의 다 소진했다. 이 별은 네온의 상대적인 함유량이 매우 높아서 네온별로도 분류할 수 있다. 입실론1은 주계열에서 이탈하여 팽창하면서 바깥쪽 수소층이 벗겨져 나가고 있다. 주계열이었던 때에는 질량이 태양의 8 배 정도였으나 중심핵의 수소를 소진하여 부풀어오른 뒤 지금 남은 질량은 태양의 2.5 배 정도에 불과하며, 크게 부풀어올라 초거성의 외관을 하고 있다. 다만 경사각 50°를 대입하여 질량값을 태양의 5.45 배 또는 8.56 배로 추정한 논문도 있다.
궁수자리 입실론1은 원래 식쌍성으로 등재되었으나, 현미경자리 PV형 변광성으로도 분류된다. 겉보기 밝기는 약 20일을 주기로 +4.51 ~ +4.65 사이에서 요동치고 있다.
반성 궁수자리 입실론2는 초거성인 주성보다 질량이 더 크나 가시광선 파장에서는 너무 어두워서 보이지 않는다. 반성은 B형 주계열성으로 주성으로부터 물질을 흡수하고 있는 것으로 보인다.

## 명칭
궁수자리 입실론은 헨리 드레이퍼 목록상 HD 181615, HD 181616 명칭 두 개를 부여받았다.
중화권에서 입실론은 두수의 건(建)에 속해 있다. 건을 구성하는 별은 입실론 외에 궁수자리 제타², 궁수자리 오미크론, 궁수자리 파이, 궁수자리 43, 궁수자리 로¹이다. 웁실론 하나만을 지칭하는 이름은 건6(建六)이다.

## 서적 출처
- (영어) Dudley, R. E., Jeffery, C. S., 1990. Mon. Not. R. astr. Soc. 247, 400

좌표:  19h 21m 43.62284s, −15° 57′ 18.0625″